# Kurt Harland
Kurt Harland est un chanteur, auteur-compositeur et ingénieur du son américain et le chanteur principal d'Information Society. Il travaille également sur des musiques de jeux vidéo, dont deux des bandes sonores de la série de jeux vidéo Legacy of Kain (Legacy of Kain: Soul Reaver et Soul Reaver 2 en collaboration avec Jim Hedges).

## Vie privée
Kurt a commencé à jouer et à faire de la musique avec Information Society à l'âge de 19 ans en 1982.

## Carrière

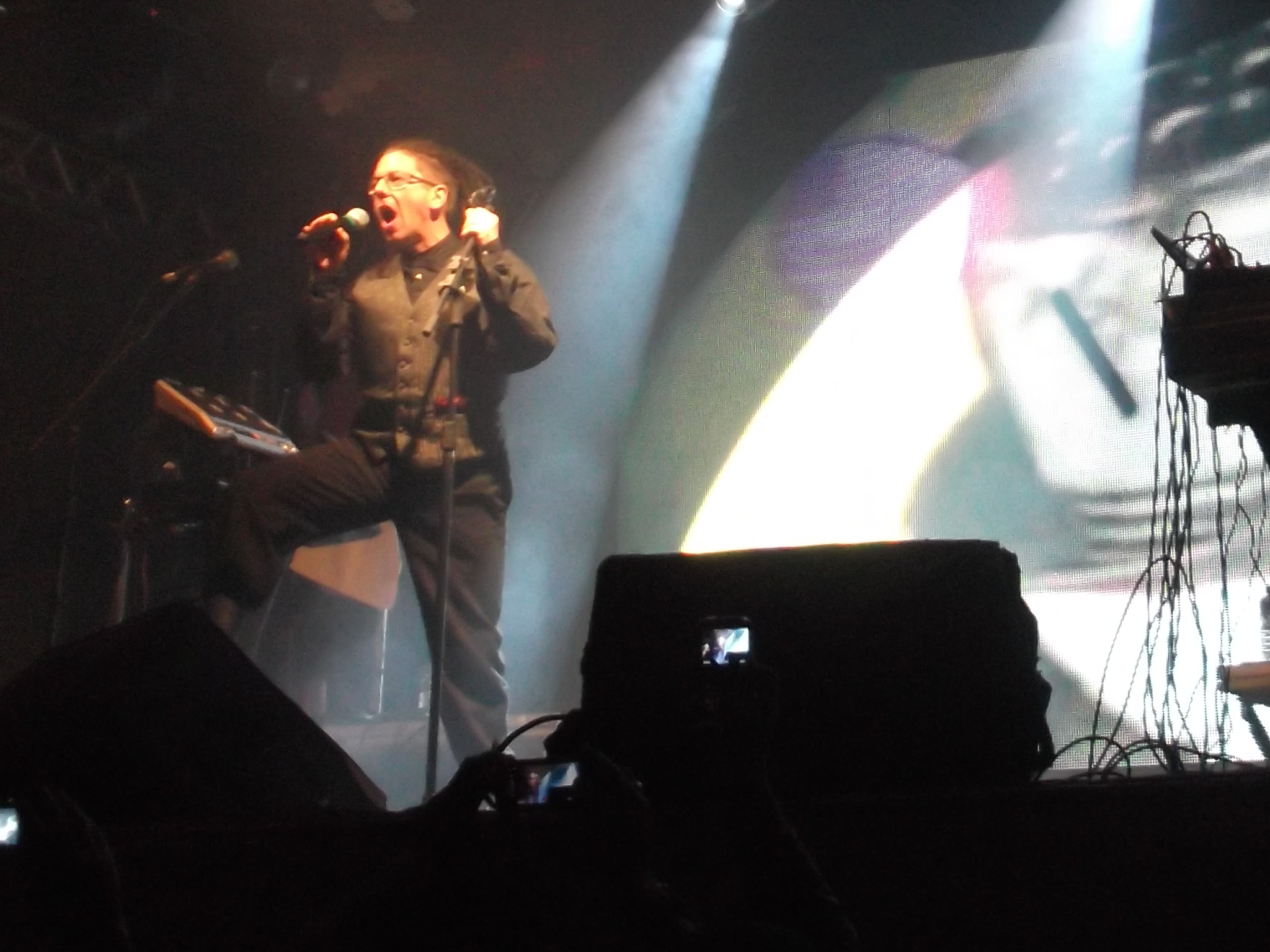
Harland sur scène en 2012.

Dans ses premiers concerts et albums, Harland était crédité sous le pseudonyme de « Kurt Valaquen », Valaquen étant tiré de l'univers de Tolkien et signifiant enfant de lumière. Après que le groupe ait connu un succès grand public, il commence à utiliser son vrai nom de famille.

### Jeux vidéo
Après 11 ans en tant qu'artiste d'enregistrement à plein temps, Harland a déménagé à San Francisco et a commencé sa carrière dans l'ingénierie audio des jeux vidéo. Au fil des années, il a participé à dix-huit projets différents, notamment six ans chez Crystal Dynamics et un passage chez Electronic Arts.
Harland a travaillé sur les jeux suivants :
- 1995 : Scooby-Doo Mystery
- 1995 : X-Men 2: Clone Wars
- 1995 : Ballz
- 1995 : Nightmare Circus
- 1997 : Gex: Enter the Gecko
- 1999 : Legacy of Kain: Soul Reaver
- 2001 : Soul Reaver 2
- 2003 : Whiplash
- 2003 : Legacy of Kain: Defiance
- 2005 : Le Parrain
- 2005 : Death Jr.
- 2006 : Death Jr. II: Root of Evil
- 2007 : Death Jr. and the Science Fair of Doom
- 2011 : PlayStation Move Heroes
- 2012 : Resistance: Burning Skies